# Jerbānlū
Jerbānlū (persiska: جيربانلو, جربانلو, جِربان, جِربَنلُّ, جِريانلو, Jīrbānlū) är en ort i Iran.   Den ligger i provinsen Hamadan, i den nordvästra delen av landet, 230 km väster om huvudstaden Teheran. Jerbānlū ligger 2 114 meter över havet och antalet invånare är 514.
Terrängen runt Jerbānlū är platt åt sydväst, men åt nordost är den kuperad.Runt Jerbānlū är det ganska glesbefolkat, med 47 invånare per kvadratkilometer. Närmaste större samhälle är Damaq, 18,6 km sydväst om Jerbānlū. Trakten runt Jerbānlū består i huvudsak av gräsmarker.